# Pygopleurus syriacus
Pygopleurus syriacus är en skalbaggsart som beskrevs av Carl von Linné 1758. Pygopleurus syriacus ingår i släktet Pygopleurus och familjen Glaphyridae. Inga underarter finns listade i Catalogue of Life.